# گورستان کران
گورستان کران مربوط به دوره قاجار است و در شهرستان فارسان، بخش مرکزی، دهستان میزدج سفلی، روستای کران واقع شده و این اثر در تاریخ ۱۲ شهریور ۱۳۸۶ با شمارهٔ ثبت ۱۹۴۸۸ به‌عنوان یکی از آثار ملی ایران به ثبت رسیده است.